# آنجرلو
آنجرلو (به هلندی: Angerlo) یک منطقهٔ مسکونی در هلند است که در زیفنار واقع شده‌است. آنجرلو ۱٬۳۶۲ نفر جمعیت دارد.